# Моламенкінг
Моламенкінг (Моламенгінг, Molamenqing, Phola Gangchen, кит.: 摩拉 门 青) (7703 м) — східна вершина Шишабангми, найнижчого з восьмитисячників. Вершини розташовані на хребті Джуган Хіма в Гімалаях на території Тибету за декілька кілометрів від кордону з Непалом. (Джуган Хіму часто розглядають як частину Лангтанг Хіми).
Моламенкінг — досить маловідомий пік, не в останню чергу через відсутність статусу незалежної вершини. Його перевищення, тобто найнижча точка на з'єднанні із Шиша Пангмою становить усього 430 м, що порівняно мало для того, щоб вважати Моламенкінг повноцінним незалежним гімалайським піком (перевищення повинно становити 500 м, до прикладу один із високих семитисячників, Гашербрум III, теж не проходить цей критерій самостійності). Без урахування ж 500-метрового критерію Моламенкінг є 36-ю по висоті вершиною світу.
Моламенкінг насолодився короткочасною славою на початку 80-х років. У той час він був одним із найвищих нескорених піків світу (навіть враховуючи його несамостійність). Новозеландська команда, доповнена китайськими альпіністами, була однією з перших західних експедицій, які отримали дозвіл на сходження в Тибеті після закінчення Другої світової війни. Вона стала першою, і на сьогоднішній момент останньою експедицією, яка зробила спробу сходження і підкорила вершину. Сходження почалося зі східної сторони Моламенкінга, але експедиція вибрала довгий шлях по північній стороні Шиша Пангмаи, і фінальний штурм був здійснений із заходу, з сідловини, що розділює вершини.
«Гімалайський журнал» [Архівовано 22 червня 2014 у Wayback Machine.] не містить записів про інші спроби сходження на Моламенкінг.